# 637 (číslo)
Šest set třicet sedm je přirozené číslo. Následuje po čísle šest set třicet šest a předchází číslu šest set třicet osm. Římskými číslicemi se zapisuje DCXXXVII a řeckými číslicemi χλζ'.

## Matematika
637 je:
- Desetiúhelníkové číslo
- Deficientní číslo
- Složené číslo
- Šťastné číslo

## Astronomie
- (637) Chrysothemis je planetka hlavního pásu, kterou objevil v roce 1907 Joel Hastings Metcalf

## Roky
- 637
- 637 př. n. l.